# ناحیه نوین‌کیرشن
ناحیه نوین‌کیرشن (به آلمانی: Neunkirchen District) یک ناحیه در اتریش است که در نیدراسترایش واقع شده‌است. ناحیه نوین‌کیرشن ۸۵٬۷۶۹ نفر جمعیت دارد.